# Godefroi d'Estrades
Pour les articles homonymes, voir Godefroi et D'Estrades.
Pour l’article ayant un titre homophone, voir Destrade.
Godefroi, Comte d'Estrades, né en 1607 à Agen et mort le 26 février 1686 à Paris, était un diplomate français et maréchal de France, maire perpétuel de Bordeaux, vice-roi de la Nouvelle-France.

## Biographie
Fils de François d'Estrades, maréchal de camp d'Henri IV et de Suzanne de Secondat, il est le frère de Jean d'Estrades, qui sera évêque de Condom en 1648.

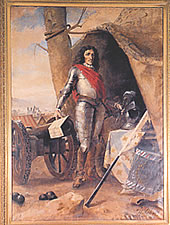
Le maréchal d'Estrades

Il devient page de Louis XIII puis chevalier des ordres du Roi avant de combattre à 19 ans pour le prince Maurice de Nassau. Il rejoint ensuite l'armée française, commandée par le cardinal de La Valette, et obtient le grade de maréchal de camp. Il s'illustre en Catalogne en 1651 pendant la guerre franco-espagnole et remplit plusieurs missions importantes en Allemagne, en Hollande, en Savoie et en Angleterre.
Il épouse le 26 avril 1637 Marie de Lallier du Pin, avec qui il aura cinq enfants.

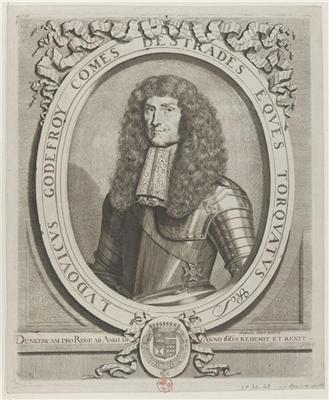
Louis-Godefroy, Comte d'Estrades (1607-1686), Ambassadeur, Maréchal de France par Picart Étienne, Le Romain (dit) (1631-1721).

En 1653, Mazarin, à qui il reste fidèle pendant la Fronde, le nomme lieutenant général et maire perpétuel de Bordeaux. 
En 1650, il devient gouverneur de Dunkerque en remplacement du maréchal de Rantzau. C'est à ce titre qu'il doit remettre la ville aux Anglais après la bataille des Dunes contre les Espagnols. En 1662, c'est lui qui négocie pour Louis XIV le rachat de Dunkerque à Charles II d'Angleterre.
1661, alors ambassadeur de France en Angleterre, dans une dispute engagée au sujet de la préséance, il reçoit à Londres du baron de Watteville, représentant de l'Espagne, une insulte dont Louis XIV exige une réparation éclatante.
Ambassadeur en Hollande en 1667, il signe le Traité de Breda avec le Danemark. Il suit Louis XIV à la conquête de la Hollande, participe au siège de Maastricht et gagne le bâton de maréchal de France en 1675 par la prise de Liège. Il fait partie des plénipotentiaires dans la négociation de la paix de Nimègue en 1678. 
Gouverneur de Philippe d'Orléans, il a laissé des Lettres et Mémoires, imprimées à La Haye, 1743 (9 volumes in-12). Son fils aîné Louis, marié à Charlotte Thérèse de Rune, dame de Fouquesolle, lui succède comme gouverneur de Dunkerque et maire perpétuel de Bordeaux. Son autre fils Jean-François deviendra abbé de Moissac et de Saint-Melaine de Rennes puis ambassadeur à Venise et en Piémont.

## Famille
Il épouse le 26 avril 1637 Marie de Lallier du Pin, avec qui il aura, :
1. Louis marquis d'Estrades (né entre 1637 et 1642-10 février 1711), maire de Bordeaux, gouverneur de Dunkerque et maréchal de camp
2. Jean-François d'Estrades (1647-1715) abbé de Conches en 1670, puis de Moissac en 1672, ambassadeur à Venise (1675-1678), puis à Turin (1678).
3. Marie Anne d'Estrades (25 août 1651-31 mars 1726) religieuse, abbesse du Puy d'Orbe, qui meurt au Val-de-Grâce en 1726.
4. Jacques d'Estrades (8 janvier 1654-mai 1678), chevalier de Malte (1663)[4], mestre de camp de cavalerie, mort de la variole au siège de Fribourg en 1678
5. Gabriel Joseph (19 novembre 1659-5 août 1692), dit le chevalier d'Estrades (19 novembre 1659-5 août 1692), colonel du régiment de Chartres en 1691, il meurt, le 5 août 1692, de blessures reçues à la bataille de Steinkerque le 3 août 1692.

## Publications
- Lettres, Memoires et Négociations de Monsieur le Comte d'Estrades, ambassadeur de Sa Majesté Très-Chrétienne auprès de Leurs Hautes Puissances Messieurs les États Généraux des Provinces Unies des Païs-bas pendant les années 1663 jusques 1668 inclus, t. 1 contenant les années 1662 & 1664, Bruxelles, Chez Henri Le Jeune, 1709 (lire en ligne), t. 2 contenant l'année 1665, t. 3 contenant l'année 1666, t. 4 contenant l'année 1667 jusques au dernier jour de juillet, t. 5 contenant depuis le premier jour d'Août 1667 & l'année 1668
- Ambassades et négociations de M. le comte d'Estrades en Italie, en Angleterre et en Hollande, depuis l'année 1637 jusqu'en l'année 1662, La Haye, Chez J. F. Bernard, 1718 (lire en ligne)
- Lettres, mémoires et négociations de M. le Comte d'Estrades, ambassadeur de Sa Majesté très chrétienne en Italie, en Angleterre et en Hollande concernant les années 1664 jusqu'à 1664 inclusivement, t. 2, La Haye, Abraham de Hondt, 1719 (lire en ligne)
- Lettres, mémoires et négociations de monsieur le comte d'Estrades : tant en qualité d'ambassadeur de S.M.T.C. en Italie, en Angleterre, & en Hollande, que comme ambassadeur plénipotentiaire à la paix de Nimègue conjointement avec Messieurs Colbert & comte d'Avaux avec les réponses du Roi et du secrétaire d'État : ouvrage où sont compris l'achat de Dunkerque et plusieurs autres choses intéressantes, t. 1, Londres, chez J. Nourse, 1743 (lire en ligne), t. 2, t. 3, t. 4, t. 5, t. 6, t. 7, t. 8, t. 9

## Armoiries
| Figure | Blasonnement |
|        | Écartelé: au 1, de gueules, au palmier d'or, posé sur une terrasse de sinople, au lion léopardé d'argent couché sur la terrasse (Estrades); au 2, d'azur, à la fasce d'or, acc. de trois têtes de léopards d'or (La Pole-Suffolk) ; au 3, écartelé en sautoir de sinople et d'or, le sinople chargé d'une bande de gueules bordée d'or, l'or chargé des mots AVE MARIA en pal à dextre et GRATIA PLENA à senestre en lettres d'azur (Mandosse - Mendoza) ; au 4, de gueules, à sept losanges d'argent, 3, 3 et 1 (Arnoul). Couronne. Supports: deux lions. |

## Sources
- Correspondance authentique de Godefroi, comte d'Estrades, de 1637 à 1660

Cet article comprend des extraits du Dictionnaire Bouillet. Il est possible de supprimer cette indication, si le texte reflète le savoir actuel sur ce thème, si les sources sont citées, s'il satisfait aux exigences linguistiques actuelles et s'il ne contient pas de propos qui vont à l'encontre des règles de neutralité de Wikipédia.